# Gouverneurswahl in New York 1844
Die Gouverneurswahl in New York von 1844 fand am 5. November 1844 statt, es wurden der Gouverneur und der Vizegouverneur von New York gewählt.

## Kandidaten
Silas Wright trat mit Addison Gardiner als Running Mate für die Demokratische Partei an, Millard Fillmore mit Samuel J. Wilkin für die Whig Party und Alvan Stewart mit Charles O. Shepard für die Liberty Party.

## Ergebnis

### Kandidaten für das Amt des Gouverneurs
| Bild   | Kandidat         | Partei               | Stimmen | Stimmen  |
| Bild   | Kandidat         | Partei               | Anzahl  | Prozent  |
| ------ | ---------------- | -------------------- | ------- | -------- |
|        | Silas Wright     | Demokratische Partei | 241.090 | 49,48 %  |
|        | Millard Fillmore | Whig Party           | 231.057 | 47,42 %  |
|        | Alvan Stewart    | Liberty Party        | 15.136  | 3,1 %    |
| Gesamt | Gesamt           | Gesamt               | 487.283 | 100,00 % |

### Kandidaten für das Amt des Vizegouverneurs
| Kandidat           | Partei               | Stimmen | Stimmen  |
| Kandidat           | Partei               | Anzahl  | Prozent  |
| ------------------ | -------------------- | ------- | -------- |
| Addison Gardiner   | Demokratische Partei | 240.844 | 49,43 %  |
| Samuel J. Wilkin   | Whig Party           | 231.048 | 47,42 %  |
| Charles O. Shepard | Liberty Party        | 15.386  | 3,16 %   |
| Gesamt             | Gesamt               | 487.278 | 100,00 % |